# آرگادین
آرگادین (به انگلیسی: Argadin) با فرمول شیمیایی C29 H42 N10 O9 یک ترکیب شیمیایی است. که جرم مولی آن ۶۷۴٫۷ g/mol می‌باشد. 